# Ælia Lælia Crispis
La stèle « Ælia Lælia Crispis » est une pierre tombale datant du XVIe siècle située à Bologne. Le texte de son inscription est hermétique et a donné lieu à de nombreuses interprétations.
 Elle est également connue sous le nom de Pierre de Bologne.

## La stèle et son texte
| Texte latin | Traduction en français |
| --- | --- |
| D M Aelia Laelia Crispis Nec uir nec mulier nec androgyna Nec puella nec iuuenis nec anus Nec casta nec meretrix nec pudica sed omnia sublata Neque fame neque ferro neque ueneno Sed omnibus Nec coelo nec aquis nec terris Sed ubique iacet Lucius Agatho Priscius Nec maritus nec amator nec necessarius Neque moerens neque gaudens neque flens Hanc nec molem nec pyramidem nec sepulchrum Sed omnia Scit et nescit cui posuerit | Aux Dieux Mânes Aelia Laelia Crispis Qui n’est ni homme ni femme ni hermaphrodite Ni fille, ni jeune, ni vieille, Ni chaste, ni prostituée, ni pudique Mais tout cela ensemble Qui n’est ni morte de faim, et qui n’a été tuée ni par le fer ni par le poison Mais par ces trois choses N’est ni au ciel, ni dans l’eau ni dans la terre Mais est partout Lucius Agathon Priscius Qui n’est ni son mari, ni son amant, ni son parent Ni triste ni joyeux ni pleurant Sait et ne sait pas pour quoi il a posé ceci Qui n’est ni un monument ni une pyramide, ni un tombeau. |
| Hoc est sepulchrum intus cadaver non habens Hoc est cadaver sepulchrum extra non habens Sed cadaver idem est et sepulchrum sibi | C’est-à-dire un tombeau qui ne renferme pas de cadavre, Un cadavre qui n’est point renfermé dans un tombeau Mais un cadavre qui est tout ensemble à soi même et cadavre et tombeau. |

## Histoire
La stèle a été érigée par Achille Volta, grand maître de l’Ordre des Chevaliers de la Mère de Dieu, ordre plus connu sous le nom de Frati Gaudenti, au milieu du XVIe siècle, dans un prieuré de l’ordre, Santa Maria di Casaralta, près de Bologne. Les premières traces écrites de l’existence de cette stèle datent d’environ 1560, alors que Marc Antoine Volta était grand maître de l’ordre.
Au XVIIe siècle, un descendant d’Achille Volta a fait recopier la stèle, car l’original était devenu presque illisible, en faisant supprimer les trois dernières lignes du texte mais celles-ci ne furent pas perdues car elle se trouvaient dans plusieurs ouvrages.
La stèle se trouve maintenant dans un musée de Bologne, le Museo civico medievale où une exposition et des conférences, lui ont été consacrées au cours de l’été 2000.

## Interprétation du texte
De nombreux érudits, alchimistes pour la plupart, se sont penchés dès le XVIe siècle sur le texte en espérant y trouver une signification : Richard White de Basingstoke de l'Université de Douai, Ioannes Turris de Brugge, Nicolas Reusner, Franciscus Scottus d’Anvers, Ulisse Aldrovandi en particulier Athanasius Kircher mais l’interprétation qui eut le plus de retentissement est celle de Nicolas Barnaud.
Dans son livre  Aelia Laelia Crispis non nata resurgens publié à Bologne en 1683, Carlo Cesare Malvasia cite déjà 43 auteurs qui essaient d’interpréter le texte de la stèle. Ces essais d’interprétation continuent au XXe siècle où Carl Gustav Jung écrit également sur le texte de la stèle.

« Disons tout de suite que cette épitaphe est un non-sens, un canular… Néanmoins bien que l’épitaphe paraisse dénuée de sens et insipide, elle devient signifiante quand nous la regardons comme une question que se sont posée des gens pendant plus de deux siècles. Qu’est ce donc ce que l’on ne comprend pas et que l’on ne peut exprimer que par des paradoxes impénétrables ? »

L’interprétation alchimiste la plus courante est de considérer que Aelia Laelia Crispis symbolise la pierre philosophale.
D’autres interprétations font état de la mode ésotérique qui fleurissait en Italie au XVIe siècle et la rapprochent des inscriptions hermétiques des Jardins de Bomarzo.

## Littérature
Walter Scott en Grande-Bretagne, dans « L’Antiquaire » et Gérard de Nerval en France sont parmi les auteurs qui citent ou utilisent Ælia Lælia Crispis dans leurs œuvres.
Deux textes de Nerval utilisent le mystère entourant l’inscription :
- Le comte de Saint Germain
- Pandora